# Salle Gaveau
La Salle Gaveau (Sala Gaveau), que lleva el nombre del fabricante de pianos francés Gaveau, es una sala de conciertos clásica en París, ubicada en 45-47 rue La Boétie, en el distrito 8 de París. Está especialmente destinado a la música de cámara .

## Construcción
Los planos de la sala fueron realizados por Jacques Hermant en 1905, año en que se adquirió el terreno. La construcción del edificio Gaveau tuvo lugar entre 1906 y 1907. La vocación de esta sala fue la música de cámara desde sus inicios, y su aforo era de mil personas, tal como sería más adelante también. La sala albergaba un gran órgano construido en 1900 realizado por la firma Mutin-Cavaillé-Coll. Este instrumento de 39 registros (8 en positivo, 12 en recitativo, 12 en el gran órgano y 7 en el pedal); sin embargo fue instalado posteriormente en 1957 en el municipio de Saint-Saëns en Normandía. La sala de conciertos es famosa por su acústica excepcional.

## Inicios
La sala abrió sus puertas el 3 de octubre de 1907 para el concierto del Lehrergesangverein (Coro de profesores de la ciudad de Bremen con ciento cuarenta intérpretes). Inmediatamente se convirtió en una sala de prestigio. El concierto de Camille Saint-Saëns en la Salle Gaveau [público y orquesta desde el escenario]; luego otros músicos famosos dieron conciertos allí desde los primeros meses después de la apertura. Los conciertos Lamoureux, dirigidos por Camille Chevillard, Vincent d'Indy y André Messager, se trasladaron a la Salle Gaveau. Los días 5, 8 y 12 de noviembre de 1907, Alfred Cortot, Jacques Thibaud y Pablo Casals interpretaron los tríos completos de Beethoven. En los años siguientes, la Salle Gaveau recibió a Eugène Ysaÿe (21 de enero de 1908), Lazare-Lévy (27 de enero de 1909), Marguerite Long (11 de diciembre de 1911), George Enescu (8 de febrero de 1912), Fritz Kreisler (21 y 28 de abril de 1912), Wilhelm Backhaus (15 de mayo de 1912) y Claude Debussy (5 de mayo de 1917).

## Guerras mundiales
Durante la Primera Guerra Mundial, la Salle Gaveau se utilizó para dar espectáculos a soldados y víctimas. Sin embargo, continuó con su actividad original. Durante el período de entreguerras, la sala presentó a artistas como Charles Munch (28 de octubre de 1933), Wanda Landowska (7 de noviembre de 1933), Rudolf Serkin (2 de diciembre de 1933) e Yves Nat en 1934. Allí se siguieron celebrando los conciertos de Lamoureux.
De la misma forma, durante la Segunda Guerra Mundial, cuando Gaveau volvió a ser utilizado como lugar de gala, mientras recibía a músicos famosos como Jacques Février, Pierre Fournier, Samson François, Paul Tortelier y Raymond Trouard. La temporada de conciertos continuó después de la guerra. En 1955, por ejemplo, la sala recibió a Reine Flachot, Pierre Bernac, Francis Poulenc y Alexandre Lagoya.

## Compra por la pareja Fournier
En 1963, Gaveau se declaró en quiebra. Esto provocó la venta del edificio a una compañía de seguros, y parecía que su destino era ser destruido para construir, en su lugar, un estacionamiento. Sin embargo, Chantal y Jean-Marie Fournier, una pareja de músicos apasionados, compraron la sala en 1976.

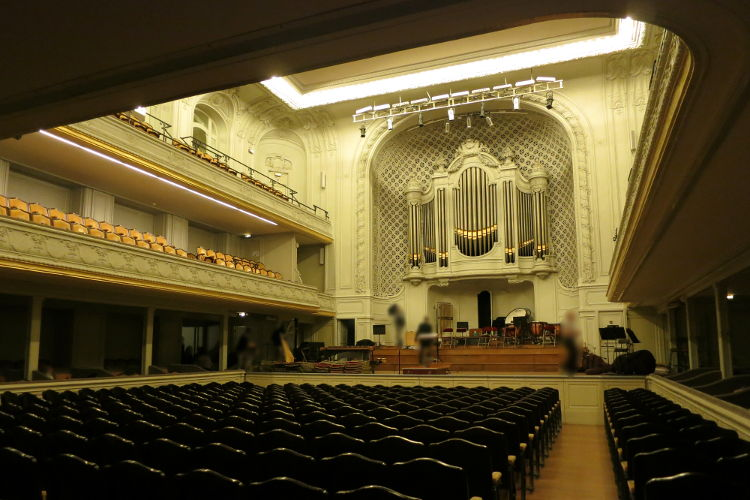
Vista del interior de la Salle Gaveau en 2013

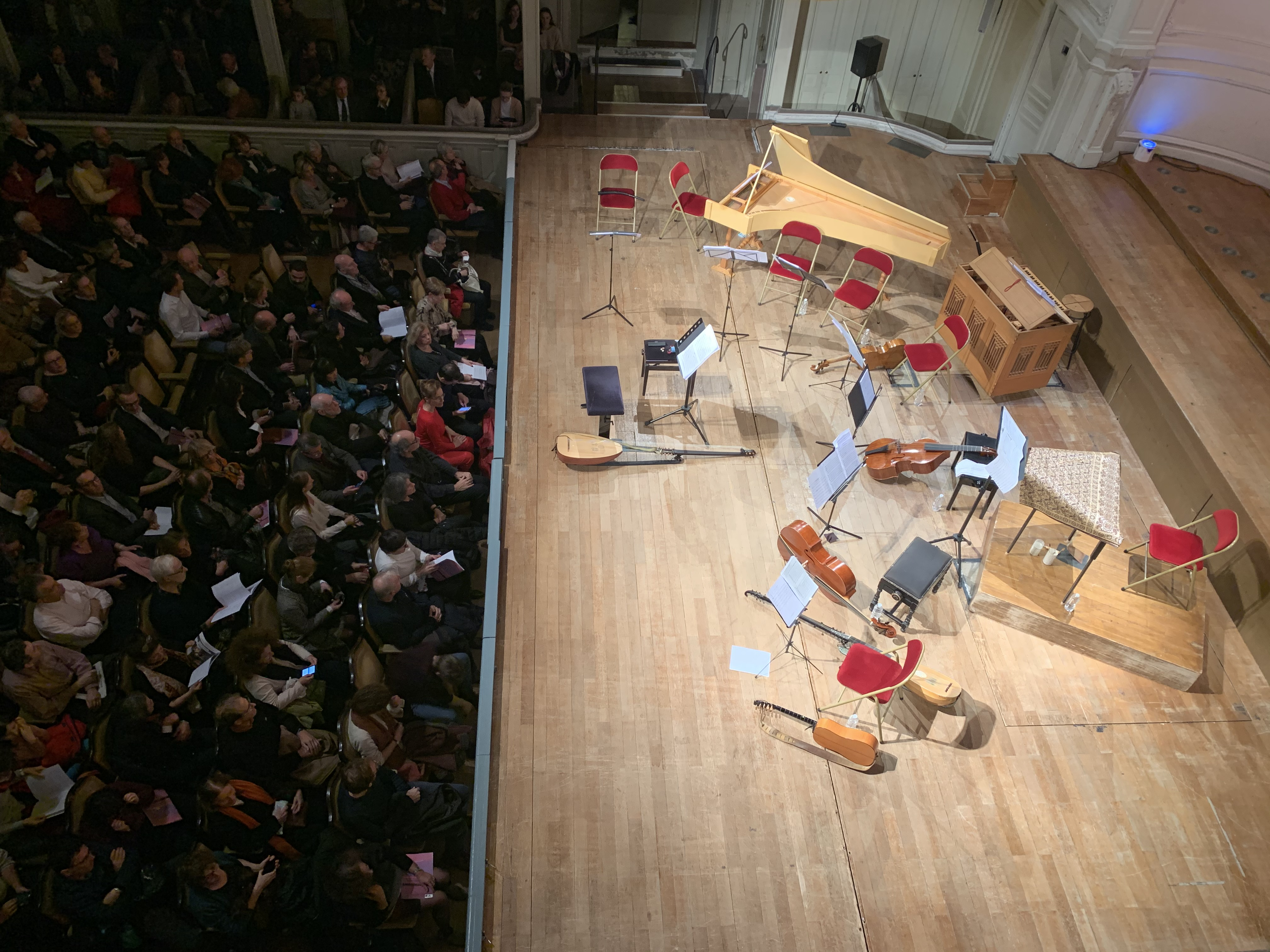
Escenario de la Salle Gaveau visto desde arriba durante un concierto en 2019

En 1982, la casa fue incluida en el inventario y luego clasificada como Monumento Histórico en 1992. Más adelante, Chantal y Jean-Marie Fournier buscaron restaurarlo, y la condición del lugar fue decayendo gradualmente. Se obtuvieron subvenciones y el trabajo de restauración fue realizado por el arquitecto jefe de Monuments Historiques. La sala reabrió el 8 de enero de 2001. Se restauró de forma más sobria que antes, es decir, buscando recuperar los colores y ornamentos de 1907.

## Obras estrenadas en la Salle Gaveau

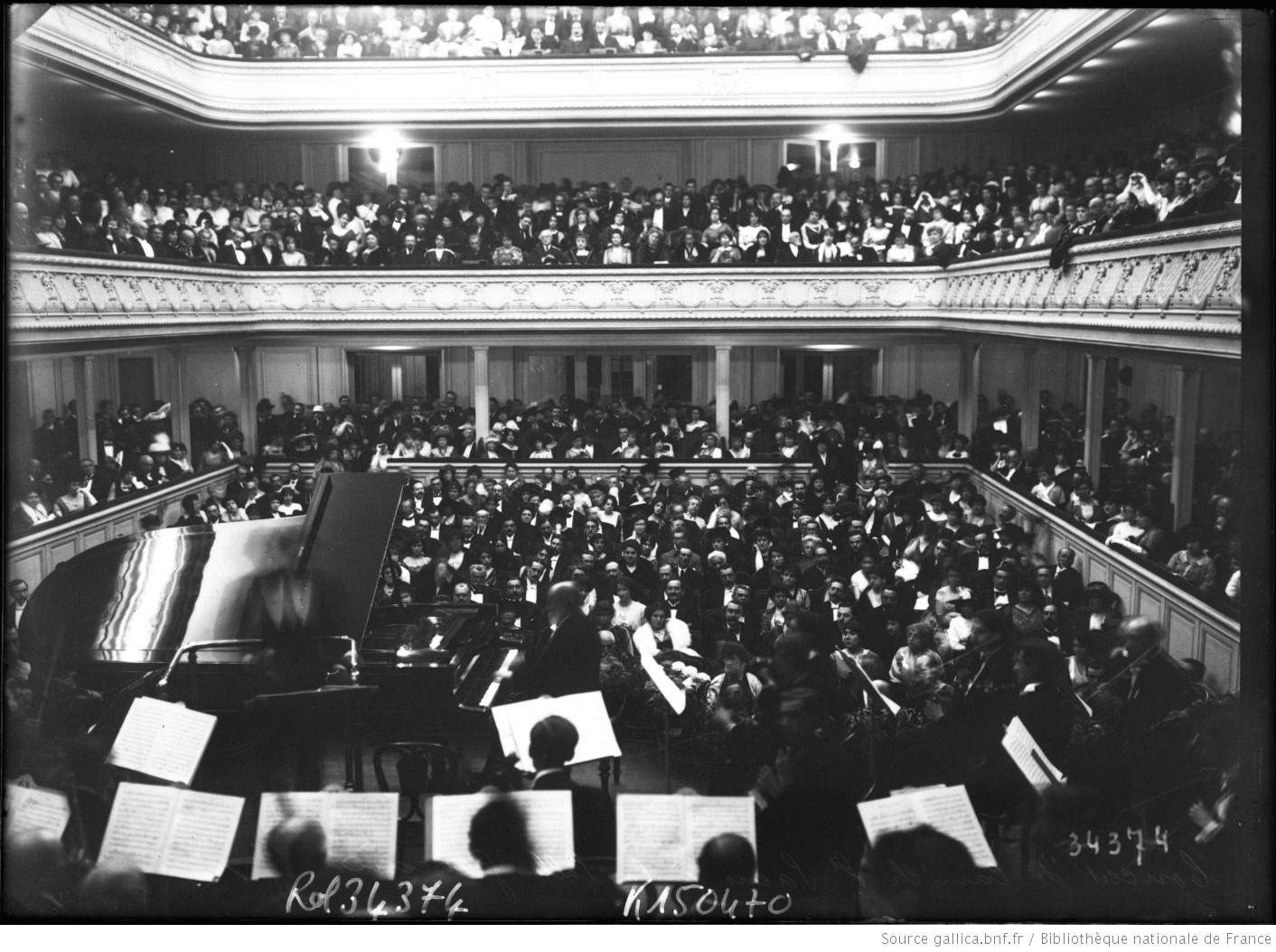
Camille Saint-Saëns en Salle Gaveau en 1913 con Pierre Monteux

- Ravel: Valses Nobles et Sentimentales para piano, en 1911[8]
- Vierne: Troisième Symphonie (con Marcel Dupré en el órgano), en 1912
- Ravel: Piano Trio, en 1915
- Debussy: Sonate pour violon et piano, con Gaston Poulet, en 1917[6]
- Ravel: Le Tombeau de Couperin, de Marguerite Long, 11 de abril de 1919
- Albert Roussel : Le Marchand de Sable qui passe, música escénica, en 1919
- Augustin Barié: Symphonie pour orgue, de André Marchal, en 1922
- Georges Enescu: Cuarteto de cuerda n.° 1, estreno en Francia el 18 de octubre de 1921[9]
- Schönberg: Pierrot lunaire, estreno francés de Darius Milhaud con Marya Freund, (texto transcrito por Jacques Benoist-Méchin), 12 de enero de 1922, Arthur Honegger: Roi David, estreno francés el 15 de marzo de 1924
- Vierne: Pièces de Fantaisie de Marcel Dupré en 1926
- Guy Ropartz: Troisième Sonate pour violon et piano, estreno francés de Georges Enescu, violín y Marcel Ciampi, piano, 21 de abril de 1928
- Enescu: Troisième Sonate pour violon et piano dans le caractère populaire roumain, estreno francés con Nicolae Caravia,[10] piano, 28 de marzo de 1927
- Stravinsky: Concerto pour deux pianos solos, con el compositor y su hijo Sviatoslav Soulima, 1935
- Francis Poulenc: Telle Jour, telle Nuit cycle de mélodies sur des poèmes de Paul Éluard, de Pierre Bernac, 3 de febrero de 1937
- Enescu: Troisième Sonate pour piano, de Marcel Ciampi, 6 de diciembre de 1938
- Messiaen: Vingt Regards sur l'enfant-Jésus, por Yvonne Loriod, piano, 26 de marzo de 1944
- Duruflé: Requiem, de la Orquesta Nacional de Francia dirigida por Roger Désormière con Camille Maurane y Hélène Bouvier, en 1947
- Poulenc: Sonate pour violoncelle et piano, en 1949
- Messiaen: Catalogue d'oiseaux, por Yvonne Loriod, piano, 1958[11]
- Pierre Schaeffer: Étude aux Objets, 30 de junio de 1959
- Jacques Castérède: Sonate pour piano, de Françoise Thinat, en 1967
- Laurent Petitgirard: Quintette avec piano, en 1977
- Rodion Shchedrin: Bribes Russes para violonchelo (encargado por el concurso internacional Mstislav Rostropovitch), en 1990
- Bruno Mantovani: Appel d'Air para flauta y piano (encargado por el concurso internacional Jean-Pierre Rampal), en 2001
- Philippe Hersant: Concerto pour harpe et orchestre (Le Tombeau de Virgile) de Isabelle Moretti, en 2006
- Thierry Pécou: Concerto pour piano et orchestre (L'Oiseau Innumérable ), de Alexandre Tharaud, en 2006